# NGC 3404
NGC 3404 é uma galáxia espiral barrada (SBab) localizada na direcção da constelação de Hydra. Possui uma declinação de -12° 06' 29" e uma ascensão recta de 10 horas, 50 minutos e 17,8 segundos.
A galáxia NGC 3404 foi descoberta em 1880 por -.